# Sebastian Diernreiter

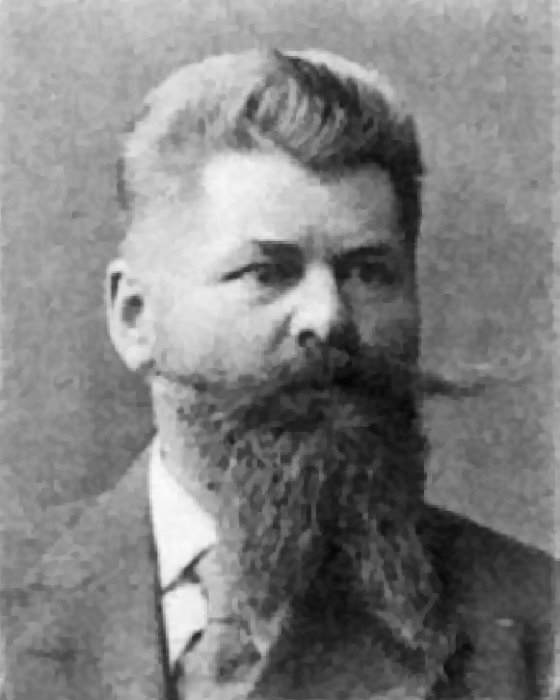
Sebastian Diernreiter

Sebastian Diernreiter (* 1. Juni 1875 in Pfaffenham, Bayern; † 5. September 1956 ebenda) war ein deutscher Landwirt und Politiker (Zentrum, BVP).

## Leben und Wirken
Von 1881 bis 1888 besuchte Sebastian Diernreiter die Volksschule Schnaitsee, danach bis 1891 die Fortbildungsschule. In den folgenden Jahren arbeitete er in der Landwirtschaft. Außerdem widmete er sich privaten Studien, insbesondere auf dem Gebiet der Volkswirtschaft. 1912 zog Diernreiter, der seit 1906 verheiratet war, erstmals in die Zweite Kammer des Bayerischen Landtags ein. Diesem gehörte er bis 1918 als Abgeordneter für die Zentrumspartei an.
Von 1914 bis 1918 nahm Diernreiter im Rang eines Kompaniefeldwebels, später als Zugführer, am Ersten Weltkrieg teil. Nach seiner Rückkehr aus dem Krieg, in dem er mehrere Auszeichnungen erhielt, setzte Diernreiter seine Karriere als aktiver Politiker fort. Er wechselte vom Zentrum zur Bayerischen Volkspartei (BVP). Für diese gehörte er von 1920 bis Mai 1924 als Abgeordneter für den Wahlkreis 27 (Oberbayern-Schwaben) und von Dezember 1924 bis Juli 1932 als Abgeordneter für den Wahlkreis 24 (Oberbayern Schwaben; Wahlkreisneuzuteilung) dem Reichstag an. Von 1920 bis 1924 nahm er zudem das Amt des Schriftführers des Parlamentes wahr. 1919 wurde er Bezirksratsmitglied und 1924 Gemeinderatsmitglied.
Darüber hinaus war Diernreiter Herausgeber der Zeitschrift Der Motor und Autor zahlreicher Artikel im Bayerischen Bauernblatt sowie Gründer und Vorsitzender mehrerer wirtschaftlicher Genossenschaften (Darlehenskassen, Motorbetriebsstoff, Tierzucht, Weidewirtschaft und Entwässerungsgenossenschaften). Nach der Machtergreifung der Nationalsozialisten zog er sich 1933 aus der Politik zurück. 1935 änderte er seinen Nachnamen in Dürnreuther. Seine 1952 vollendete Autobiographie unter dem Titel „Politische Erinnerungen und bayerische Abende“ blieb unveröffentlicht.